# تاریخ‌نگاری جنگ‌های صلیبی

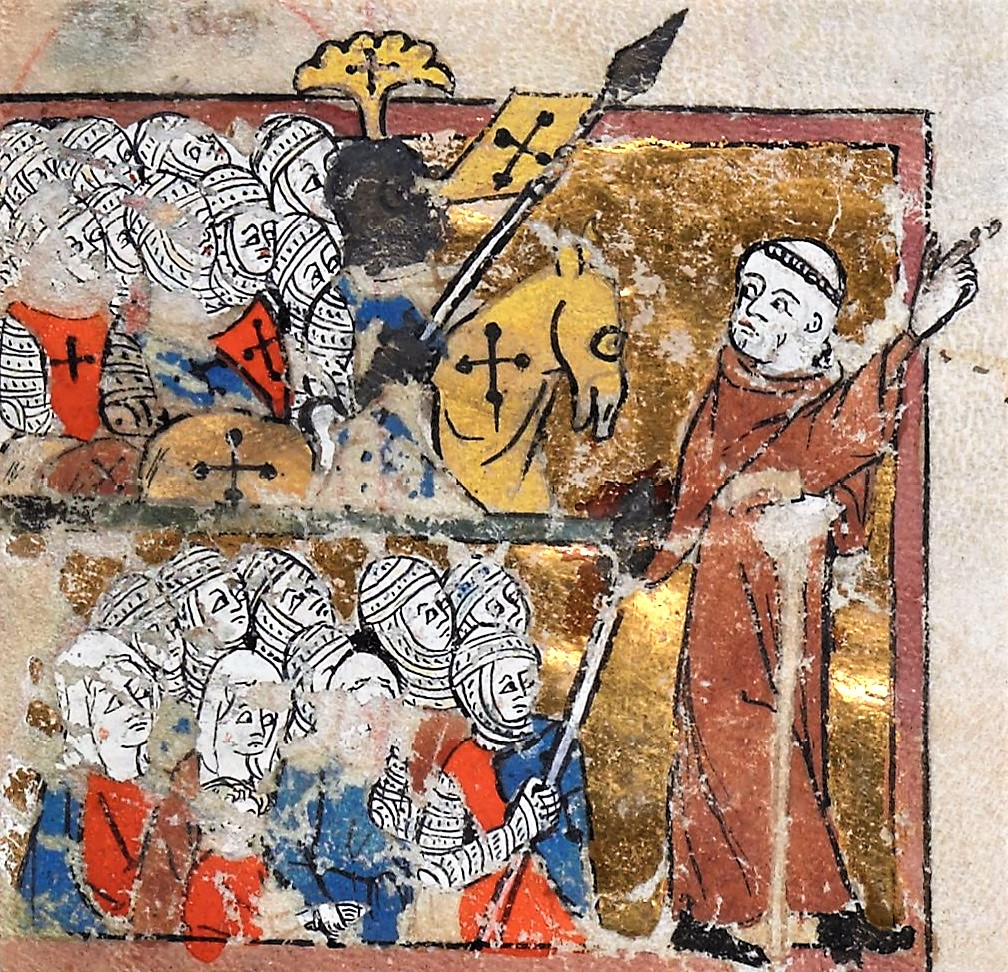
نگاره‌ای از پیتر زاهد، رهبر جنگ صلیبی عوام‌الناس

تاریخ‌نگاری جنگ‌های صلیبی (انگلیسی: Historiography of the Crusades)، شامل فعالیت‌های مربوط به بررسی منابع اولیه تاریخی موجود در رابطه با حوادث و رویدادهای مرتبط با جنگ‌های صلیبی و البته بررسی انتقادی این منابع اولیه می‌شود.

## وجه تسمیه
تعبیر «جنگ صلیبی» معادل واژه انگلیسی Crusade است که خود از واژه اسپانیایی Cruzada (دارای نشانِ صلیب) برگرفته شده‌است؛ زیرا شرکت‌کنندگان مسیحی در این جنگ، به دستور پاپ اوربان دوم، آغاز کننده این‌جنگ‌ها، بر روی شانه راست لباس یا زره خود نشان صلیب می‌دوختند. واژه Crusade در سده هجدهم میلادی ابداع شد که تاکنون نیز به کار می‌رود.

### تاریخی
از نظر تاریخی، یک قرن بعد از آغاز نخستین جنگ صلیبی، در ۵۹۶ هجری/۱۱۹۹ میلادی، در زمان پاپ اینوسنت سوم واژهٔ لاتین Crucesignati/ Crusesignati که به معنای دارای نشان صلیب بود، در اروپا پدیدار شد؛ ولی در آغاز این جنگ‌ها و براساس کتبی که در این رابطه نوشته است، مهاجمان مسیحی، زائر نامیده می‌شدند. مورخان غربی معاصر با نخستین جنگ صلیبی اغلب از واژه‌هایی همچون زیارت، حمله، سفر به سرزمین مقدس، جنگ مقدس، حمله صلیب، حمله عمومی و طرح عیسی مسیح استفاده کرده‌اند. مورخان معاصر اسلامی نیز، بی‌توجه به مضمون دینی این نامگذاری، همان را پذیرفته‌اند، در حالی که مورخان مسلمان معاصرِ جنگ‌های صلیبی مثل ابن قلانسی، عمادالدین کاتب، ابن‌اثیر، ابن‌عدیم، ابن‌شداد و ابن‌واصل، هیچ‌گاه‌از کلماتی چون صلیبی‌ها و جنگ صلیبی استفاده نکرده و کلمه «فرنج» یا «فرنجه» (فرنگان/ فرنگیان) را به‌کار برده‌اند، زیرا فرانسوی‌ها بیشترین سهم را در شروع این جنگ‌ها داشتند.

### اصطلاحی
از نظر اصطلاحی، منظور از جنگ‌های صلیبی در میان اکثر مورخان جهان، لشکرکشی‌های فرماندهان، اربابان و پادشاهان مسیحی اروپای لاتین، به ویژه از کشور فرانسه، تحت نظر و هدایت پاپ، از ۱۰۹۵ تا ۱۲۹۱ میلادی است که به بهانه بازپس‌گیری اورشلیم، شهر مقدس مسیحیان، صورت گرفت، هرچند انگیزه و بهانه‌های دیگری همچون دلایل سیاسی و اقتصادی برای آغاز این جنگ‌ها مطرح است. بسیاری از مورخان معاصر باور دارند که جنگ‌های صلیبی دارای مفهومی وسیع‌تر، یعنی جنگ و ستیز همیشگی میان شرق و غرب، است که قبل‌تر از قرون وسطی آغاز شده‌است؛ و با گسترش مسیحیت در غرب و سپس ظهور اسلام در قرن ۷ میلادی و گسترش آن در شرق، این کشمکش جنبهٔ دینی نیز به خود گرفت و به ستیز میان جهان اسلام و مسیحیت تبدیل شد.
جنگ‌های امپراتور بیزانس، نیکه‌فوروس دوم و جانشین وی، ژان یکم ملقب به تزیمیسکس(به یونانی: Τζιμισκής)(به عربی: ابن شِمِشقیق یا شمشقیق)، از معروف‌ترینِ این برخوردها بوده‌است. برخی مورخان، اکتشافات جغرافیایی اروپاییان و سپس فعالیت‌های استعماری آن‌ها را استمرار همان جنگ‌ها می‌دانند. از این رو، نبردهای مسیحیان بر ضد مسلمانان را در اندلس، سیسیل و جنوب ایتالیا در قرن‌های ۱۰ تا ۱۵ میلادی که از نظر کلیسا جنبه قداست داشتند؛ و نیز جنگ‌های اروپاییان بر ضد امپراتوری عثمانی، همکاری فرانسه و انگلستان و ایتالیا و در ادامه آمریکا بر ضد جهان عرب و مسلمانان، حملهٔ نیروهای ایتالیا و فرانسه به لیبی و الجزایر و تونس و مغرب در قرون اخیر، و تأسیس اسرائیل در منطقه فلسطین را تداوم جنگ‌های صلیبی می‌شمارند. جمله مشهور ژنرال انگلیسی، لرد النبی، پس از شکست عثمانی در جنگ جهانی اول، هنگامی که در ۱۹۱۷ میلادی وارد اورشلیم شد، تأییدی است بر این مدعا که گفته‌است: «اکنون جنگ‌های صلیبی به پایان رسید.»
معمولاً مورخان معاصر، جنگ‌های صلیبی را به هشت جنگ اصلی و چند جنگ فرعی کم‌اهمیت تقسیم می‌کنند. برخی هم معتقدند که جریان حوادث به هم پیوسته بوده و بین جنگ‌ها مرزبندی دقیق وجود نداشته‌است. از این رو در تقسیمی کلی‌تر، جنگ‌های صلیبی را شامل دو مرحله دانسته‌اند: یکی، از سقوط شهرهای اسلامی تا پیشروی صلیبیون به نزدیکی دروازه‌های حلب در ۱۱۲۴ میلادی، و دیگری، مرحله مقاومت مسلمانان تا بازپس‌گیری مناطق از دست رفته در سال ۱۲۹۱ میلادی، که مرحله اخیر در چهار دوره صورت گرفت و به نام «چهار شهر» مشهور شد. برخی دیگر نیز جنگ‌های صلیبی را به سه مرحله تقسیم کرده‌اند.

## پیش‌زمینه
در قرن ۱۱ میلادی، ترکان سلجوقی قسمت بزرگی از خاورمیانه را تسخیر نمودند. آنان ایران را در دهه ۱۰۴۰ میلادی، ارمنستان را در دهه ۱۰۶۰ و اورشلیم را در ۱۰۷۰ به کنترل خود درآوردند. در سال ۱۰۷۱ م سپاه ترکان موفق گردید که سپاه امپراتوری بیزانس را در نبرد ملازگرد شکست دهد و امپراتور بیزانس، رومانوس چهارم را به اسارت درآورد. پس از این شکست، ترکان به آناتولی یورش بردند و مرکزهای اصلی جمعیتی و اقتصادی بیزانس را به تسخیر خود درآوردند و ضربه‌ای سخت بر پیکرهٔ امپراتوری وارد نمودند. اگرچه بیزانس موفق شد تا نیرویش را به دست آورد اما هیچگاه دیگر نتواست که کنترل خود بر همهٔ آناتولی را برقرار نماید و بیشتر در حالت دفاعی در برابر ترکان قرار گرفت. در همین حال، ترکان نیز با مشکلات گوناگونی روبرو گردیدند؛ اورشلیم به کنترل خلافت فاطمی درآمد و جنگ‌های داخلی ادامه‌داری، قلمروشان را فرا گرفت. بیزانس نیز با قدرت نوظهور بلغارها روبرو گردید که در اواخر قرن ۱۲ و ۱۳ به شبه‌جزیره بالکان هجوم آورده بودند.
هدف نهایی جنگ‌صلیبی تسخیر اورشلیم و بازپس‌گیری آن از مسلمانان تعیین شده‌بود. نخستین جنگ صلیبی بوسیلهٔ پاپ اوربان دوم (۹۹–۱۰۸۸) اعلان گشت. این جنگ در شورای کلرمونت، در سال ۱۰۹۵ و در پاسخ به درخواست امپراتور بیزانس، الکسیوس یکم برای کمک به رویارویی با پیشرفت روزافزون مسلمانان برپاشد. اوربان به هرکسی که نقشی را در این جنگ می‌پذیرفت، آمرزش‌نامه‌ای برای بخشایش گناهانشان اعطا می‌کرد. در نتیجه ده‌ها هزار نفر از مردم و از طبقات گوناگون اجتماعی از اروپا به راه افتاده و اورشلیم را در ۱۰۹۹ به تسخیر خود درآوردند. یکی از اقدام‌های صلیبی‌هایی که خانهٔ خود را رها و به سوی شرق به راه می‌افتادند کشتار گستردهٔ یهودیان محلی ساکن اروپا و برسر راهشان به شرق بود. این رویداد بی‌رحمانه در طول نخستین جنگ صلیبی به‌وقوع پیوست، هنگامی که جوامع یهودی ساکن کلن، ماینتس و ورمس همانند جوامع ساکن در میان دو رود سن و راین نابود شدند. یکی دیگر از پیامدهای جنگ‌های صلیبی، پیدایش نوع تازه‌ای از فرقه‌های رهبانی همانند فرقهِ نظامیِ شوالیه‌های معبد و مهمان‌نواز بود، که سبک زندگی رهبانی را به خدمات نظامی درهم آمیختند.
صلیبی‌ها با برپایی دولت‌های صلیبی، متصرفاتشان را نظم بخشیده و تثبیت نمودند. در طول قرن ۱۲ و ۱۳ میلادی، نبردهای بسیاری میان آنان و امارت‌های مسلمانی که دورتادورشان را فرا گرفته بودند به‌وقوع پیوست. درخواست دولت‌های صلیبی از پاپ باعث اعلان جنگ‌های صلیبی بیشتری همانند جنگ صلیبی دوم و سوم گردید. جنگ صلیبی سوم تلاشی بود برای بازپس‌گیری دوبارهٔ اورشلیم که چندی پیشتر و در سال ۱۱۸۷ بوسیلهٔ صلاح‌الدین تصرف گشته بود. در سال ۱۲۰۳، هدف جنگ صلیبی چهارم از سرزمین مقدست به سوی قسطنطنیه منحرف شد و شهر در ۱۲۰۴ به تصرف صلیبی‌ها درآمد و امپراتوری لاتین قسطنطنیه ایجاد شد و موجب شد تا قدرت امپراتوری بیزانس به‌طور چشگیری از میان برود. در سال ۱۲۶۱ بیزانس توانست دوباره شهر قسطنطنیه را به تصرف خود درآورد اما دیگر نتوانست قدرت پیشین خود را که از میان رفته بود، بازیابی نماید. تا سال ۱۲۹۱، همهٔ دولت‌های صلیبی در سرزمین مقدس از میان برداشته شدند، اگرچه تنها، عنوان تشریفاتی پادشاهی اورشلیم برای چندین سال دیگر در جزیرهٔ قبرس باقی‌ماند.
پاپ در کنار اعلان جنگ صلیبی برای سرزمین مقدس، جنگ‌های صلیبی دیگری نیز در اسپانیا، جنوب فرانسه و در سواحل دریای بالتیک، برپا نمود. جنگ‌های صلیبی در اسپانیا با سلسله جنگ‌های بازپس‌گیری اندلس از مسلمانان درهم‌آمیخت. گرچه شوالیه‌های معبد و هوسپیتالر در جنگ‌های اسپانیا نیز شرکت نمودند اما فرقه‌های نظامی مشابهی نیز در اسپانیا به‌وجود آمدند، بیشتر این فرقه‌ها که در اوایل سده دوازدهم به‌وجود آمدند انشعابی از دو فرقهٔ اصلی کالاتراوا و سانتیاگو محسوب می‌شدند. گرچه اروپای شمالی تا پس از سده یازدهم، خارج از حوزهٔ نفوذ مسیحیت قرارداشت اما به محل درگیری جنگ‌های صلیبی شمالی از قرن ۱۲ تا ۱۴ بدل شد. این جنگ صلیبی نیز باعث پیدایش چندین فرقهٔ نظامی دیگر همانند فرقه برادران شمشیر گردید. فرقه دیگری نیز به نام شوالیه‌های تتونیک، نیز اگرچه در میان دولت‌های صلیبی سرزمین مقدس تشکیل گردید اما پس از سال ۱۲۲۵، بیشتر فعالیت‌هایش را متوجه کناره‌های بالتیک نمود و در ۱۳۰۹، مرکز فرماندهی‌اش را به شهر مالبورک در پروس انتقال داد.

## تاریخ‌نگاری اروپایی
با وقوع جنگ‌های صلیبی و پیامدهای آن در غرب و جهان مسیحیت، فصلی جدید از تاریخ‌نگاری اروپایی و غیراسلامی به وجود آمد. اهمیت این جنگ‌ها که بیش از دو قرن به درازا کشیدند، به گونه‌ای است که نگاه مورخان، سیاحان، نویسندگان و شاعران متعددی را همزمان با این نبردها و پس از آن به خود جلب نمود و آنان را بر آن داشت تا آثار مهمی به زبان‌های مختلف به نگارش درآورند که هرکدام عمدتاً با توصیف رویارویی و تعاملات قدرت‌های غرب و شرق، زوایایی از تاریخ وقایع و رخدادهای سیاسی، نظامی، روابط بین‌المللی و دیپلماتیک، اجتماعی، اقتصادی، دینی مذهبی، فرهنگی، ادبی، هنری، معماری، عمرانی، جغرافیایی و طبیعی اراضی مقدس را روشن می‌سازند.

### کلاسیک
منابع کلاسیک اروپایی‌ها دربارهٔ جنگ‌های صلیبی و پیامدهای آن در قالب وقایع‌نامه‌های تاریخی، سفرنامه‌ها، اسناد و مدارک رسمی، متون حقوقی و قضایی، اشعار حماسی صلیبی، ادبیات داستانی منظوم، یادداشت‌های روزانه، خاطرات شخصی، شرح‌حال پادشاهان، جغرافیای تاریخی و اقلیمی اراضی مقدس و تاریخ وقایع اورشلیم (تاریخ‌های محلی) به نگارش درآمده‌اند. وقایع‌نامه‌های صلیبی که بخش اول دستاوردهای تاریخ‌نگارانه مکتب کلاسیک تاریخ‌نگاری اروپایی جنگ‌های صلیبی را تشکیل می‌دهند، عمدتاً از سوی مورخان اروپایی و بر همان سبک و سیاق وقایع‌نگاری در این سرزمین پدیدار شده‌اند. افزون بر این، وقوع این جنگ‌ها و پیامدهایش، الهام‌بخش شیوه‌های جدیدی در تاریخ‌نگاری اروپایی شد و تأثیرهای عمیقی بر روش‌های پژوهش‌های تاریخی و ادبی در اروپای قرون وسطا بر جای گذاشت. دربارهٔ پدیدآورندگان مکتب کلاسیک تاریخ‌نگاری اروپایی جنگ‌های صلیبی باید گفت که به استثنای تعداد محدود و انگشت‌شمار مورخان لاتین که از نزدیکان فرماندهان و پادشاهان یا افراد بالارتبه بوده‌اند، اغلب وقایع‌نگاران صلیبی از کشیشان و اسقفان برجسته کلیسا بودند که با تشویق اروپاییان و تحریک اعتقادات دینی‌شان، همزمان با جنگ‌های صلیبی، موجب پیدایش نوعی تاریخ‌نگاری دینی و رهبانی شدند.
در یک تقسیم‌بندی کلی، وقایع‌نگاران اروپایی جنگ‌های صلیبی در ۲ دسته قرار می‌گیرند؛ دسته نخست، شرکت‌کنندگان و حاضران در این جنگ‌ها، که حاصل دیده‌های خود و وقایع و رخدادهای جنگ و پیامدهایش را در آثاری مستقل به نگارش درآوردند و دسته دوم، مورخانی که یا به شرق نرفتند یا پس از جنگ، به اورشلیم رسیدند و با اتکا و استناد به روایات شفاهی و دیده‌ها و شنیده‌های صلیبیونی که به اروپا بازگشته بودند و نیز مکتوبات و یادداشت‌های شاهدان عینی و کتاب‌های مورخان دیگر، به نگارش دربارهٔ جنگ‌های صلیبی پرداختند. به علاوه، این گروه از وقایع‌نگاران به تاریخ وقایع سیاسی، اجتماعی، نظامی، اقتصادی، دینی، مذهبی و فرقه‌ای اروپا، همزمان با جنگ‌های صلیبی و تبلیغات کلیسا بریا لشکرکشی به شرق نیز اهتمام نموده‌اند.
از قرن ۱۵ تا نیمه ۱۷ میلادی ــ که زمینه‌های پیدایش مکتب مدرن تاریخ‌نگاری اروپایی جنگ‌های صلیبی در حال شکل‌گیری بود ــ و همزمان با قرن‌های جدید و عهد رنسانس، به‌ندرت اثری دربارهٔ جنگ‌های صلیبی که در قرن ۱۲ و ۱۳ میلادی به‌وقوع پیوست، به‌نگارش درآمده است.

### مدرن
مورخان و محققان معاصر غربی پدیدآورندهٔ مکتب مدرن تاریخ‌نگاری جنگ‌های صلیبی عمدتاً در ۳ گروه جای می‌گیرند:
گروه اول، مورخانی هستند که از قرن ۱۸ تا اوایل ۲۰ میلادی به گردآوری و تصحیح و مقابله و مقایسه نسخ خطی متون و منابع (وقایع‌نامه‌ها و اسناد) کلاسیک جنگ‌های صلیبی از زبان‌های لاتین، یونانی، فرانسوی قدیم (میانه)، عربی، ارمنی و سریانی اهتمام نموده و آنها را به زبان‌های انگلیسی، فرانسوی، ایتالیایی، آلمانی و اسپانیایی جدید ترجمه کرده‌اند. سپس آنها را در قالب مجموعه‌های کتاب‌شناسی، دائرةالمعارف‌ها و آرشیوها ارائه کرده و در کشورهای اروپا و آمریکا منشتر نموده‌اند. مهم‌ترین مجموعه تاریخ‌های جنگ‌های صلیبی که مشتمل بر تمام متون کلاسیک جنگ‌های صلیبی، اعم از وقایع‌نامه‌ها، اسناد، نامه‌ها و مکاتبات صلیبی‌هاست. عبارت‌اند از:
- مجموعه مورخان جنگ‌های صلیبی
- آرشیو شرق لاتین
- مجموعهٔ انجمن متون حجاج فلسطین
- جوزف فرانسوا میشو و …

گروه دوم، مورخان قرن ۲۰ هستند که با استناد به منابع اصلی جنگ‌های صلیبی به زبان‌های مختلف لاتین، فرانسوی قدیم، یونانی، عربی، سریانی، ارمنی و …، به توصیف، تشریح و تحلیل علل و انگیزه‌ها و زمینه‌های جنگ‌های صلیبی و تبیین وقایع کامل جنگ‌های صلیبی از آغاز تا پایان و پیامدهای آن اهتمام نموده و تاریخ جنگ‌های صلیبی را به‌طور منظم و دقیق نگاشته‌اند. افزون بر این، این گروه ضرورت ایجاد انجمن‌ها و مؤسسه‌های آکادمیک تحقیقاتی خاص مطالعات جنگ‌های صلیبی را خاطر نشان کرده و به تأسیس آن مبادرت نموده‌اند. بارزترین مورخان گروه دوم مکتب مدرن تاریخ‌نگاری اروپایی جنگ‌های صلیبی عبارت‌اند از:
- رنه گروسه
- استیون رانسیمان
- جاناتان رایلی اسمیت و …

گروه سوم، مورخان و محققان و تئوریسین‌های غربی هستند که تقابل و رویارویی شرق و غرب از اواخر قرن ۲۰ به بعد، به‌ویژه بعد از حادثه ۱۱ سپتامبر ۲۰۰۱ میلادی، را ادامهٔ جنگ‌های صلیبی می‌دانند. این گروه عمدتاً به منظور تبیین و تحلیل مسائل و وقایع سیاسی مسیحیان و مسلمانان جهان امروز (شرق و غرب) به ارائه نظریات و برداشت‌های جدیدی از جنگ‌های صلیبی در قالب مقاله و کتاب اهتمام نموده‌اند. از جمله بارزترین این نظریه‌پردازان آمریکایی توماس مادن، استاد دانشگاه سن‌لوئی آمریکا و عضو انجمن مطالعات تاریخ جنگ‌های صلیبی و شرق لاتین است. کتاب وی با نام نگاهی نو و فشرده به تاریخ جنگ‌های صلیبی با هدف مزبور، نگاشته شده‌است.